# 왕거미과
왕거미과(Araneidae)는 거미목 새실젖거미아목 왕거미상과에 딸린 거미들의 한 과다. 가옥 근처에서 주로 발견되는, 커다란 와선형 그물을 짜는 거미들이 여기 속한다.
전세계적으로 발견되며 총 현재까지 172속 3122종이 분류되어 있다. 깡충거미과, 접시거미과의 뒤를 이어 세 번째로 큰 거미 과다.